# حسين جمعة
حسين جمعة (ولد 1949 م) كاتب وباحث في الأدب القديم سوري، وأستاذ جامعي. رئيس اتحاد الكتَّاب العرب سابقًا.

## سيرته
وُلد حسين جمعة في يبرود، وهو عضو في اتحاد الكتَّاب العرب، وتولَّى رئاسة الاتحاد عام 2005، ورئاسة تحرير مجلة جامعة دمشق للآداب والعلوم الإنسانية عام 2003. وكان مقرِّر جمعية البحوث والدراسات في اتحاد الكتَّاب العرب من 2001 إلى 2004، ورئيس فرع دمشق لاتحاد الكتاب العرب من 2003 إلى 2005.
وهو أستاذ في قسم اللغة العربية في جامعة دمشق منذ عام 1983 في الأدب القديم (الجاهلي والأموي)، وأستاذ الدراسات العليا في الدبلوم الأدبي واللغوي منذ 1997.

## مؤلفاته
1. «الحيوان في الشعر الجاهلي» دار دانية دمشق 1989.
2. «مشهد الحيوان في القصيدة الجاهلية» دار دانية دمشق 1990.
3. «الملل والنحل للشهرستاني: عرض وتعريف» دار دانية دمشق 1990.
4. «الرثاء في الجاهلية والإسلام» دار معد دمشق 1991.
5. «مختارات من الأدب في صدر الإسلام» جامعة دمشق 1992.[2]
6. «قراءات في أدب العصر الأموي» جامعة دمشق 1992.[3]
7. «قصيدة الرثاء جذور وأطوار» دار النمير للطباعة والنشر والتوزيع، ومعد دمشق 1998م.[4]
8. «في جمالية الكلمة» اتحاد الكتاب العرب دمشق 2002.[5]
9. «ابن المقفع بين حضارتين» طباعة المستشارية الإيرانية بدمشق 2003.
10. «إبداع ونقد قراءة جديدة للإبداع في العصر العباسي» دار النمير للطباعة والنشر والتوزيع، دمشق 2003.
11. «المسبار في النقد الأدبي» اتحاد الكتاب العرب دمشق 2003م.[6]
12. «نصوص من الأدب العربي المعاصر بالاشتراك» جامعة دمشق 2005.
13. «جمالية الخبر والإنشاء دراسة جمالية أسلوبية» اتحاد الكتاب العرب دمشق 2005م.
14. «التقابل الجمالي في النص القرآني» دار النمير للطباعة والنشر والتوزيع، دمشق ط1 2005.
15. «البيئة الطبيعية في الشعر الجاهلي» مجلة عالم الفكر الكويت مج 25- 1997.
16. «كيفية قراءة النص الأدبي» م. مجمع اللغة العربية بدمشق مجلد 4 1999.
17. «نظرية التناص: صك جديد لعملة قديمة» م. مجمع اللغة العربية بدمشق مجلد 75 2000.
18. «المؤثرات الفارسية في شعر الأعشى» أبحاث ندوة العلاقات الأدبية واللغوية العربية الإيرانية) مطبوعات اتحاد الكتاب العرب دمشق 1999م.
19. «ابن رشيق وآراؤه النقدية» م. مجمع اللغة العربية بدمشق مجلد 76 2001.
20. «جمالية اللسان في اللغة والحياة» م. مجمع اللغة العربية بدمشق مجلد 77 2002.
21. «فكرة الزمن في الدراسات العربية» م. التراث العربي العددان 86- 87 2002م.[7]
22. «أدب الخيال في رسالة الغفران» مجلة التراث العربي 2003م.
23. «ثقافة التغيير والهوية العربية» مجلة بناة الأجيال نقابة المعلمين دمشق العدد 56 صيف 2005م.[8]
24. «مرايا للالتقاء والارتقاء» اتحاد الكتاب العرب دمشق 2005م.
25. «مشروع القومية العربية إلى أين؟» دار الفرقد دمشق 2006م.
26. «المقاومة قراءة في التاريخ والواقع والآفاق» – اتحاد الكتاب العرب – دمشق – 2007م.
27. «اللغة العربية إرث وارتقاء حياة» – اتحاد الكتاب العرب – دمشق – 2008م.
28. «قضايا في الفكر السياسي والقومي» دراسة مؤسسة الشرق دمشق 2009م.
29. «ملامح في الأدب المقاوم/ فلسطين أنموذجاً» الهيئة العامة السورية للكتاب وزارة الثقافة دمشق 2009م.
30. «من القدس إلى غزة دراسة» اتحاد الكتاب العرب دمشق 2010م.
31. «جمالية التصوف: مفهوماً ولغة» م. الموقف الأدبي عدد 364.
32. «شعرنا القديم صورة ودلالة» م. مركز الدراسات والبحوث قطر عدد 10 1998.
33. «الزمن في مداخل الشعر القديم» مجلة المعرفة السورية دمشق 2002م العدد 470.
34. «فكرة الزمن في بعض دراسات المحدثين» مجلة الموقف الأدبي عدد 380 2002م.
35. «قبسة من السيرة العلمية لعلامة الشام أحمد راتب النفاخ» الأسبوع الأدبي اتحاد الكتاب العرب بدمشق 3/5/2003م عدد 856.
36. «الإبداع من التراث إلى المعاصرة» مجلة المعرفة السورية العدد 484 يناير/ 2004م.
37. «العرب وتحديات المستقبل: رؤية وموقف الأسبوع الأدبي» اتحاد الكتاب العرب دمشق/ العدد 839 لعام 2002م.
38. «العولمة والثورة الإسلامية» مجلة الثقافة الإسلامية المستشارية الثقافية للجمهورية الإيرانية بدمشق العدد 69 ت1 ك1/2004.
39. «من الاستشراق إلى العولمة» مجلة بناة الأجيال نقابة المعلمين دمشق العدد 53 2004م.
40. «المثقف العربي وآفاق الواقع» مجلة الفكر السياسي اتحاد الكتاب العرب دمشق العدد 20 خريف 2004م.
41. «انتفاضة الأقصى: أبعاد ونتائج وآفاق» مجلة الفكر السياسي اتحاد الكتاب العرب دمشق العدد 21 شتاء 2005م.

## تكريمه
- كرَّمته جامعة حلب بالاشتراك مع اتحاد الكتَّاب العرب، في اليوم العالمي للغة العربية، وأقيم الحفل في مدرَّج كلية الطب الكبير بالجامعة، عام 2022، وممَّن كُرِّم معه كلٌّ من: صلاح كزَّارة، وجورج جبُّور، وعيسى العاكوب، وفايز الداية، وأحمد محمد قدُّور.[9]